# Earomyia aberrans
Earomyia aberrans är en tvåvingeart som först beskrevs av Malloch 1920.  Earomyia aberrans ingår i släktet Earomyia och familjen stjärtflugor. Inga underarter finns listade i Catalogue of Life.